# Folistatin

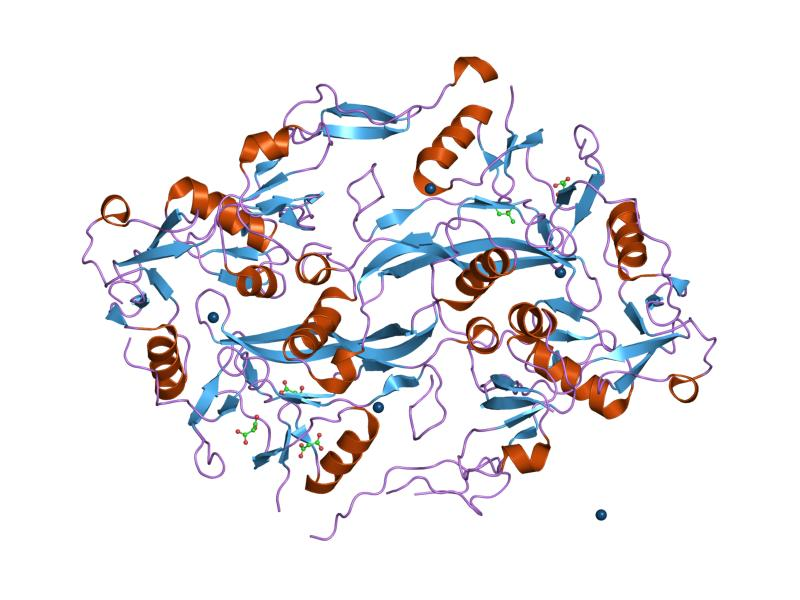
Komplex folistatin/aktivin

Folistatin, také známý jako aktivin vázající protein (activin-binding protein), je bílkovina, která je v lidském těle kódovaná FST genem. Folistatin je autokrinní glykoprotein, který je aktivní v téměř všech tkáních fylogeneticky vyšších živočichů.
Také je znám jako FSH-suprimující (potlačující) protein (FSP). Primární funkcí folistatinu je vázání a bioneutralizace členů TGF-β rodiny, s preferencí pro aktivin – parakrinní hormon z TGF-β rodiny, který zvyšuje sekreci FSH v předním laloku hypofýzy.

## Výskyt
Folistatin byl zpočátku izolován z folikulární tekutiny a identifikován jako bílkovinná frakce, která inhibuje sekreci folikuly stimulujícího hormonu (FSH) z předního laloku hypofýzy.
Nejvyšší koncentrace folistatinu byla nalezena v ženském vaječníku a dále v kůži. Ví se, že je folistatin obsažen také v krevní plazmě, ale doposud není jasné, co je jeho zdrojem. Spekuluje se o tom, že by producenty mohly být endotelové buňky (buňky vystýlající cévy) nebo makrofágy a monocyty, které cirkulují v krvi.
Folistatin byl prokázán při detekci polycystického ovariálního syndromu (PCOS) a je možné, že má roli v tomto onemocnění způsobujícím neplodnost. Folistatin a kostní morfogenetické bílkoviny (BMPs) – multifunkční faktory růstu, jsou členy TGF-β rodiny a hrají také roli při vývoji ovariálních folikulů uvnitř vaječníků.

## Výzkum
Folistatin byl rovněž zkoumán na myších, pro jeho úlohu v regulaci růstu svalů, jako antagonista myostatinu, který růst svalů inhibuje (snižuje). Pokud folistatin v těle chybí, tak není prováděná regulace myostatinu, plod přežije do narození, ale během pár hodin poté umírá. Organismus neroste, je různě deformovaný, má zeslabený krevní oběh a nervový systém je také porušen. Myš, na které byl pokus prováděn, měla lesklou kůži, malformované hmatové chlupy a nepravidelnosti v tvorbě měkkého a tvrdého patra. Pokud je v těle naopak folistatinu nadbytek, dochází k přílišnému nárůstu svalů.